# 訃報 2015年6月
訃報 2015年6月（ふほう 2015ねん6がつ）では、2015年6月に物故した、又は物故が報じられた人物についてまとめる。

## (1日 - 15日)

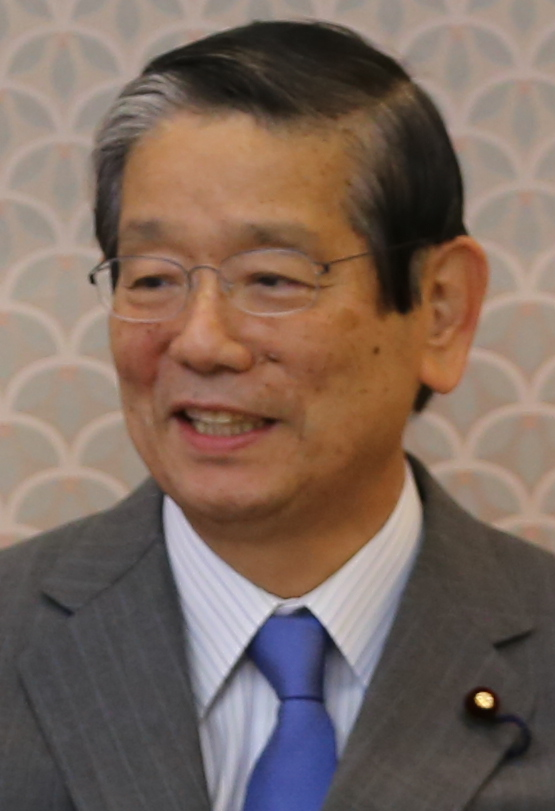
町村信孝／6月1日没

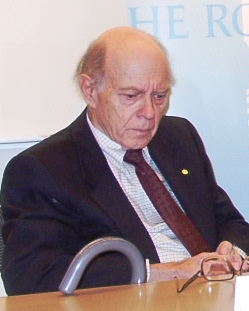
アーウィン・ローズ／6月2日没

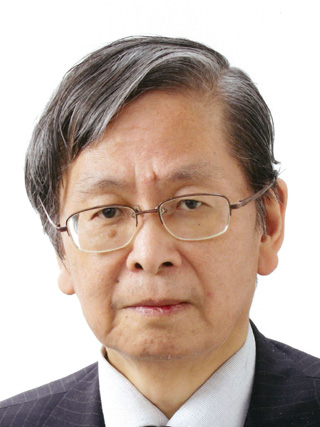
小林道夫／6月2日没

タリク・アジズ／6月5日没

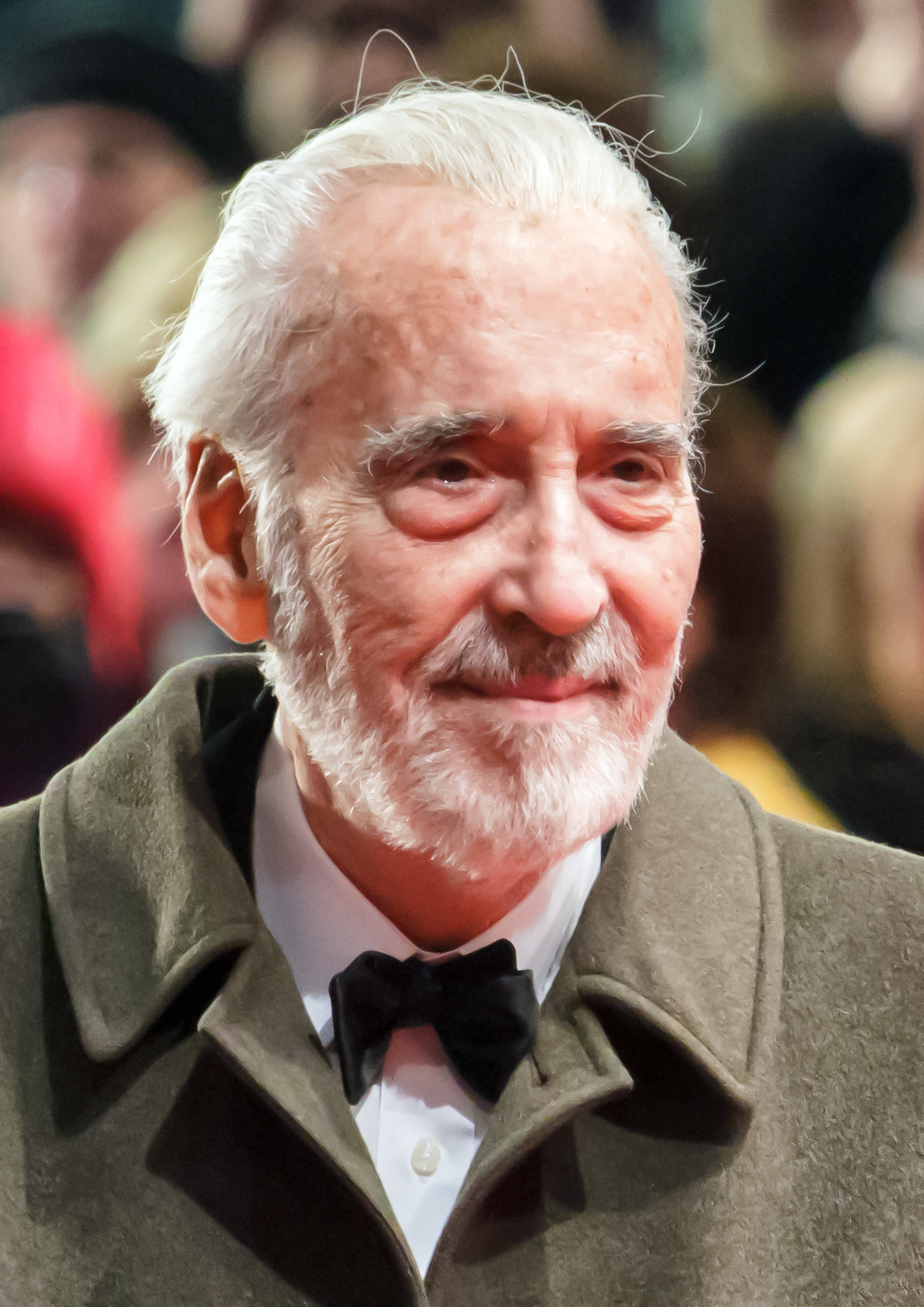
クリストファー・リー／6月7日没

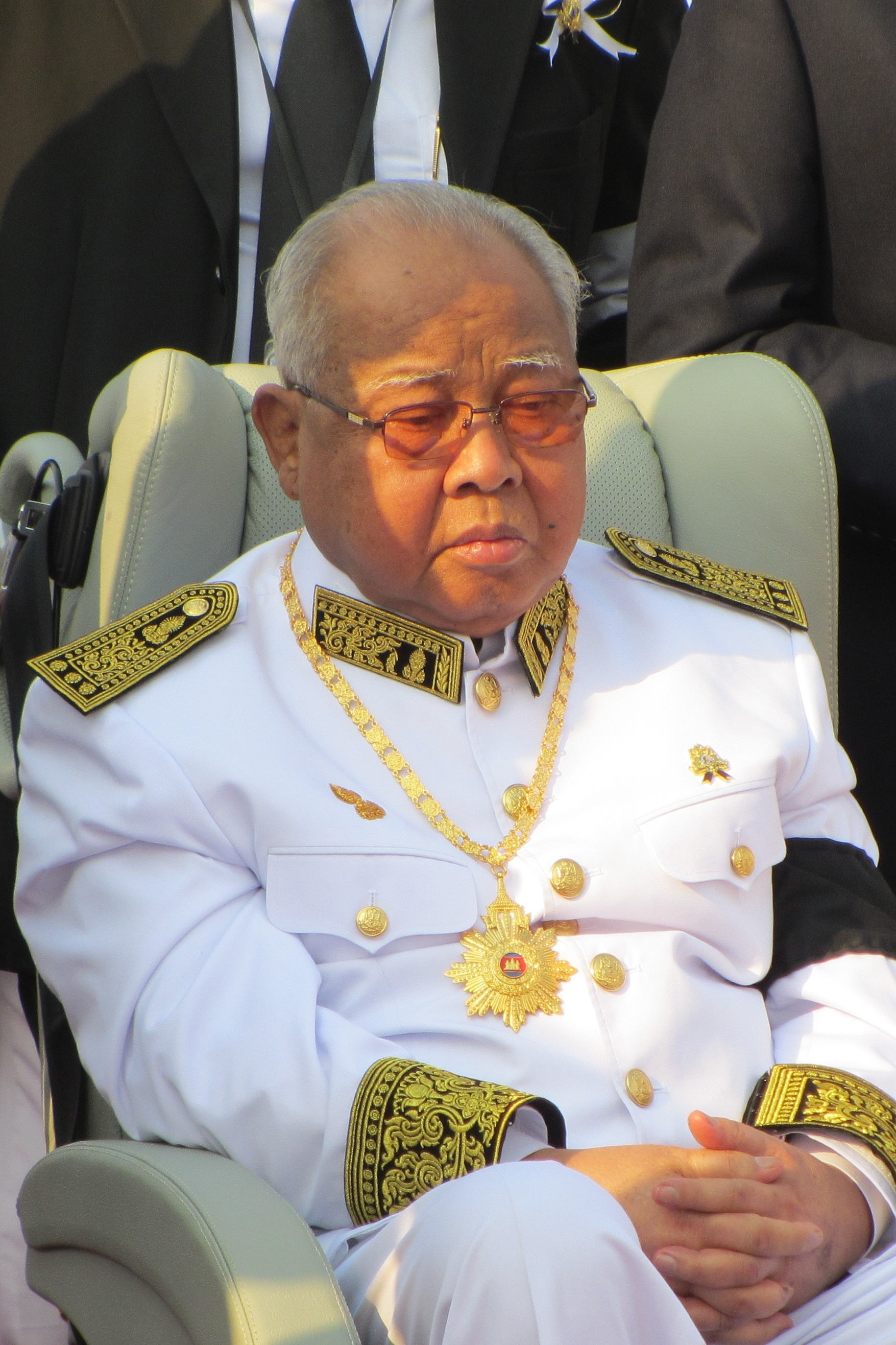
チア・シム／6月8日没

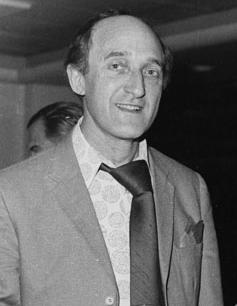
ロン・ムーディー／6月11日没

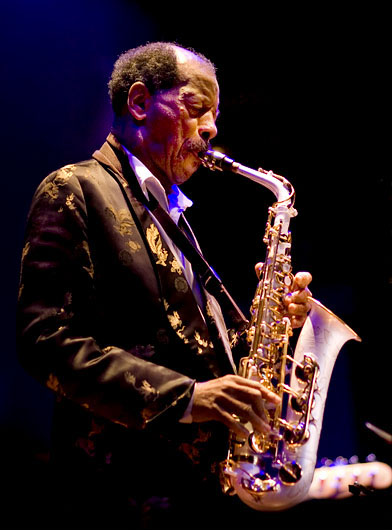
オーネット・コールマン／6月11日没

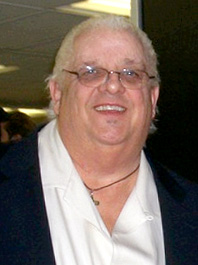
ダスティ・ローデス／6月11日没

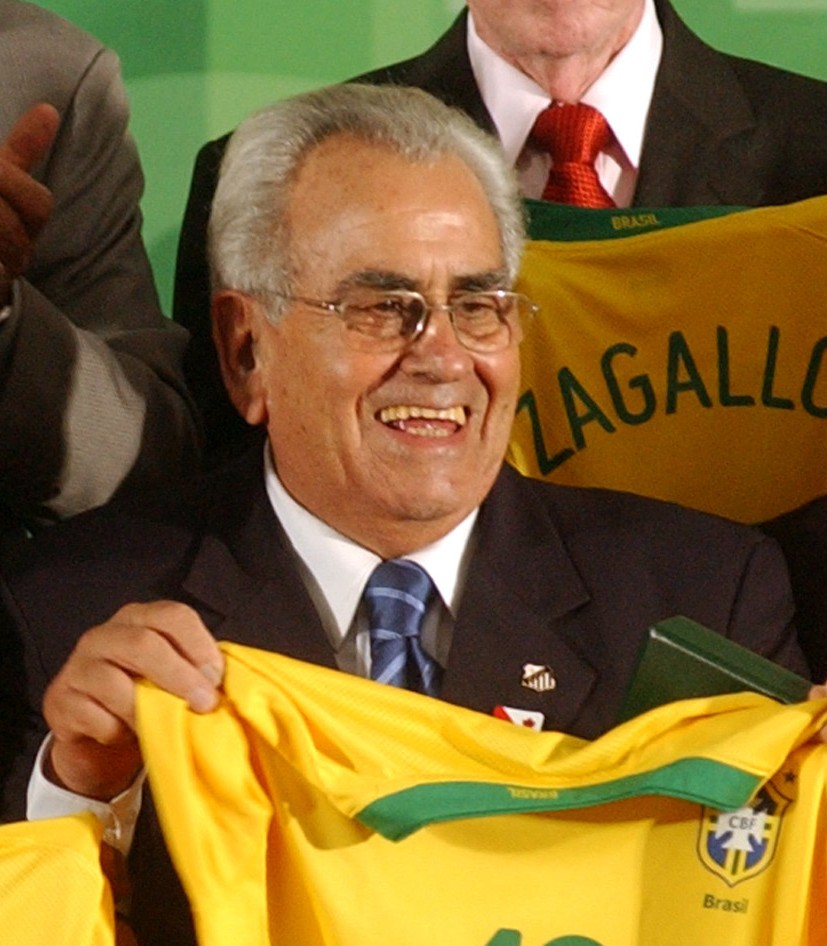
ジョゼ・エリ・デ・ミランダ／6月14日没

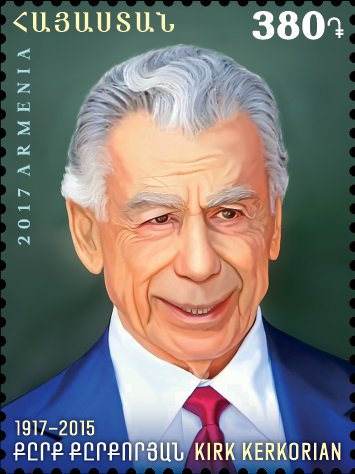
カーク・カーコリアン／6月15日没

- 6月1日 - 村山元英、日本の国際経営学者、千葉大学名誉教授（* 1934年）[1]
- 6月1日 - 町村信孝、日本の政治家、自由民主党衆議院議員、第75代衆議院議長（* 1944年）[2]
- 6月1日 - 高瀬久男、日本の演出家、桜美林大学教授（* 1957年）[3]
- 6月1日 - ショーン・アン、台湾の俳優（* 1983年）[4]
- 6月2日 - 津端修一、日本の建築家、元名城大学教授（* 1925年）[5]
- 6月2日 - 中村璋八、日本の中国哲学者、駒澤大学名誉教授（* 1926年）[6]
- 6月2日 - アーウィン・ローズ、アメリカ合衆国の生化学者（* 1926年）[7]
- 6月2日 - 若林修、日本のアイスホッケー選手・指導者（* 1944年）[8]
- 6月2日 - 小林道夫、日本の哲学者、京都大学名誉教授（* 1945年）[9]
- 6月3日 - 井尻千男、日本の評論家、コラムニスト、拓殖大学名誉教授（* 1938年）[10]
- 6月3日 - 神田山裕、日本の講談師（* 1954年）[11]
- 6月3日 - 備前夕子、日本の元女子バレーボール選手【日立ベルフィーユ、オレンジアタッカーズ所属】（* 1975年）[12]
- 6月4日 - 青柳哲郎、日本のテレビプロデューサー、C.A.L創業者（* 1934年）[13]
- 6月4日 - 小島又雄、日本の実業家、元住友金属工業社長（* 1935年?）[14]
- 6月5日 - 後藤茂、日本の政治家、元衆議院議員【日本社会党・市民リーグ・民主党所属】（* 1925年）[15]
- 6月5日 - タリク・アジズ、イラクの政治家、同国元外務大臣（* 1936年）[16]
- 6月5日 - 清水信義、日本の遺伝学者、慶應義塾大学名誉教授（* 1941年）[17]
- 6月6日 - 長野靖尚、日本の工学者、名古屋工業大学名誉教授（* 1943年?）[18]
- 6月7日 - クリストファー・リー、イギリスの俳優（* 1922年）[19]
- 6月7日 - 古賀フミ、日本の佐賀錦の染織家、人間国宝（* 1927年）[20]
- 6月8日 - マリー＝ルイーズ・カルバン（英語版）、フランスのファッションデザイナー（* 1909年）[21]
- 6月8日 - チア・シム、カンボジアの政治家、カンボジア人民党党首、カンボジア王国元老院議長（* 1932年）[22]
- 6月9日 - 冨沢幸男、日本の映画プロデューサー（* 1926年）[23]
- 6月9日 - 福田豊彦、日本の歴史学者、東京工業大学名誉教授（* 1928年）[24]
- 6月9日 - 松井章、日本の考古学者、元奈良埋蔵文化財センター長（* 1951年）[25]
- 6月11日 - ロン・ムーディー、イギリス出身の俳優、作曲家、歌手、作家（* 1924年）[26]
- 6月11日 - オーネット・コールマン、アメリカ合衆国のジャズ・サックス奏者（* 1930年）[27]
- 6月11日 - ダスティ・ローデス、アメリカ合衆国の元プロレスラー（* 1945年）[28]
- 6月12日 - 松谷敏雄、日本の考古学者(西アジア考古学)、東京大学名誉教授（* 1937年）[29]
- 6月13日 - 並木満夫、日本の農産製造学者、食品化学者、名古屋大学名誉教授（* 1922年）[30]
- 6月13日 - 高橋治、日本の小説家、劇作家（* 1929年）[31]
- 6月14日 - 喬石、中華人民共和国の政治家（* 1924年）[32]
- 6月14日 - ジョゼ・エリ・デ・ミランダ（ジト）、ブラジルのサッカー選手（* 1932年）[33]
- 6月14日 - 西江雅之、日本の文化人類学者、言語学者（* 1937年）[34]
- 6月14日 - ワルター・ウェラー、オーストリアのヴァイオリニスト・指揮者（* 1939年）[35]
- 6月15日 - カーク・カーコリアン、アメリカ合衆国の実業家（* 1917年）[36]
- 6月15日 - 鈴木哲夫、日本の実業家、元HOYA代表取締役社長（* 1924年）[37]
- 6月15日 - 馬場昇、日本の政治家、元日本社会党衆議院議員、元日本社会党書記長（* 1925年）[38]
- 6月15日 - 酒井正晴、日本の実業家、元昭和飛行機工業社長（* 1931年）[39]
- 6月15日 - 切通猛、日本のプロ野球選手（* 1944年）[40]

## (16日 - 30日)

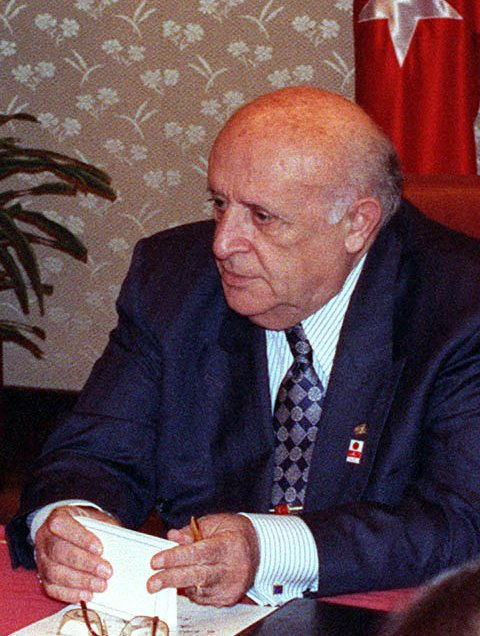
スュレイマン・デミレル／6月17日没

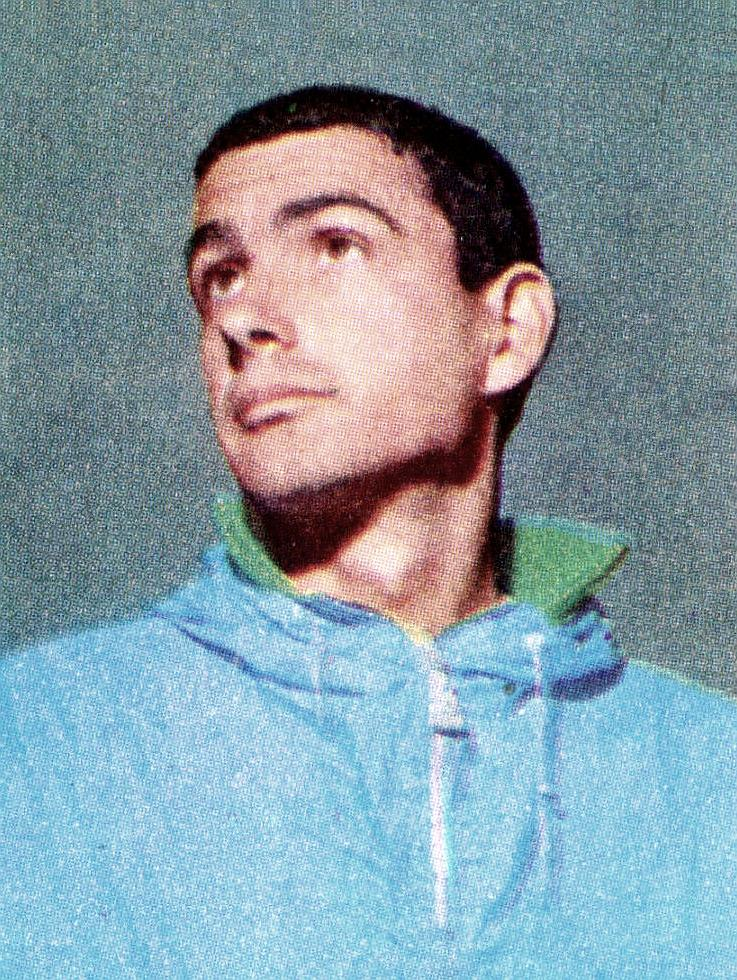
ロン・クラーク／6月17日没

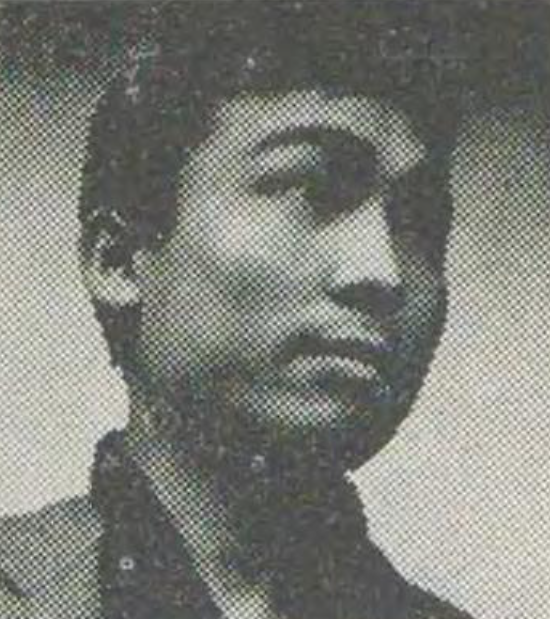
たてかべ和也／6月18日没

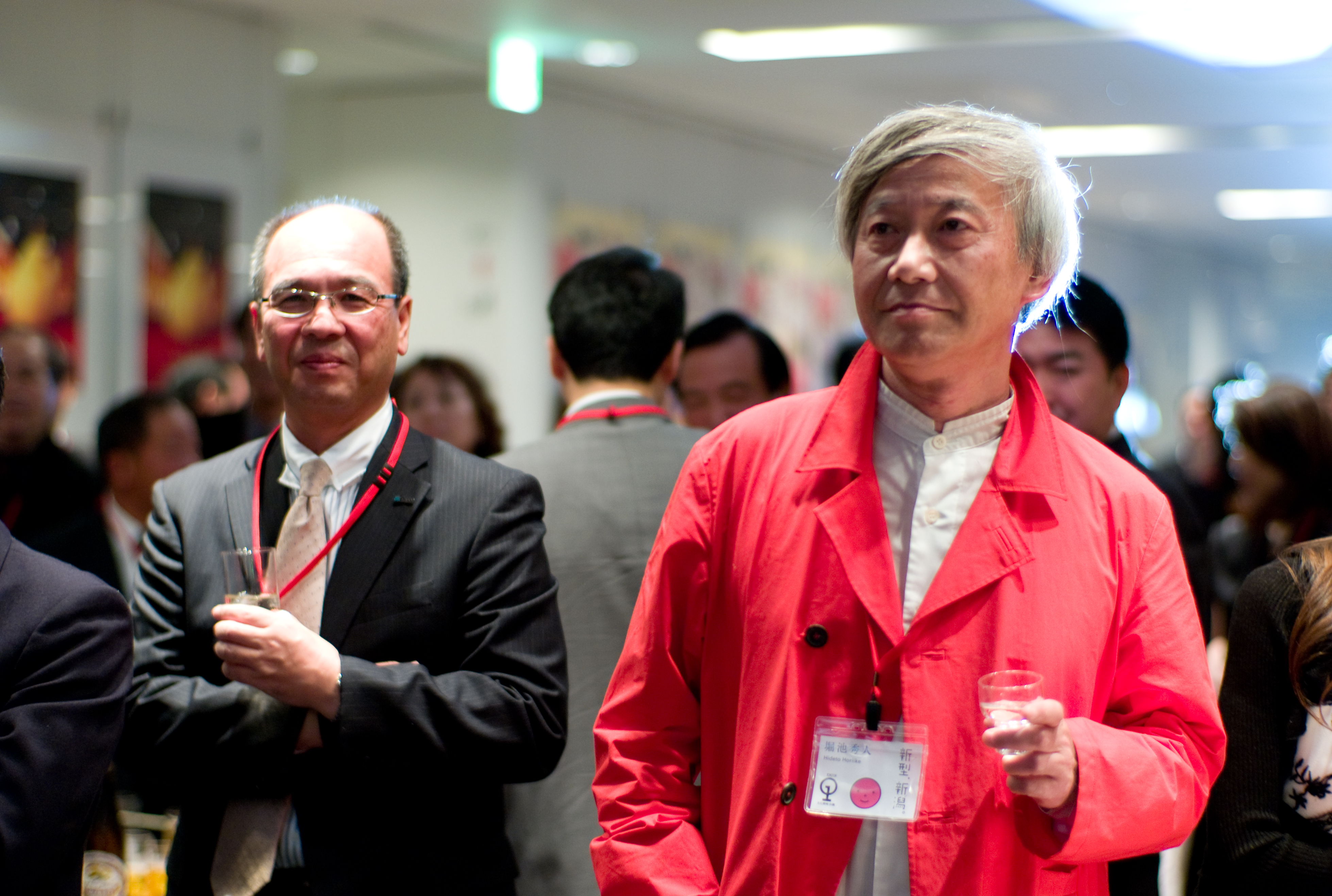
堀池秀人（右）／6月19日没

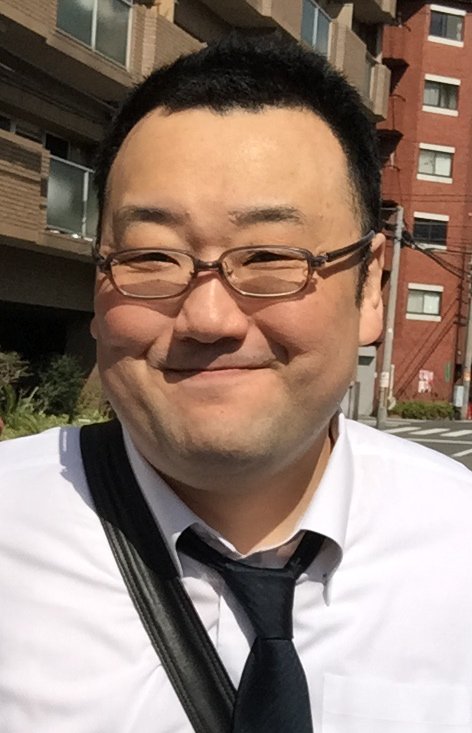
貴ノ浪貞博／6月20日没

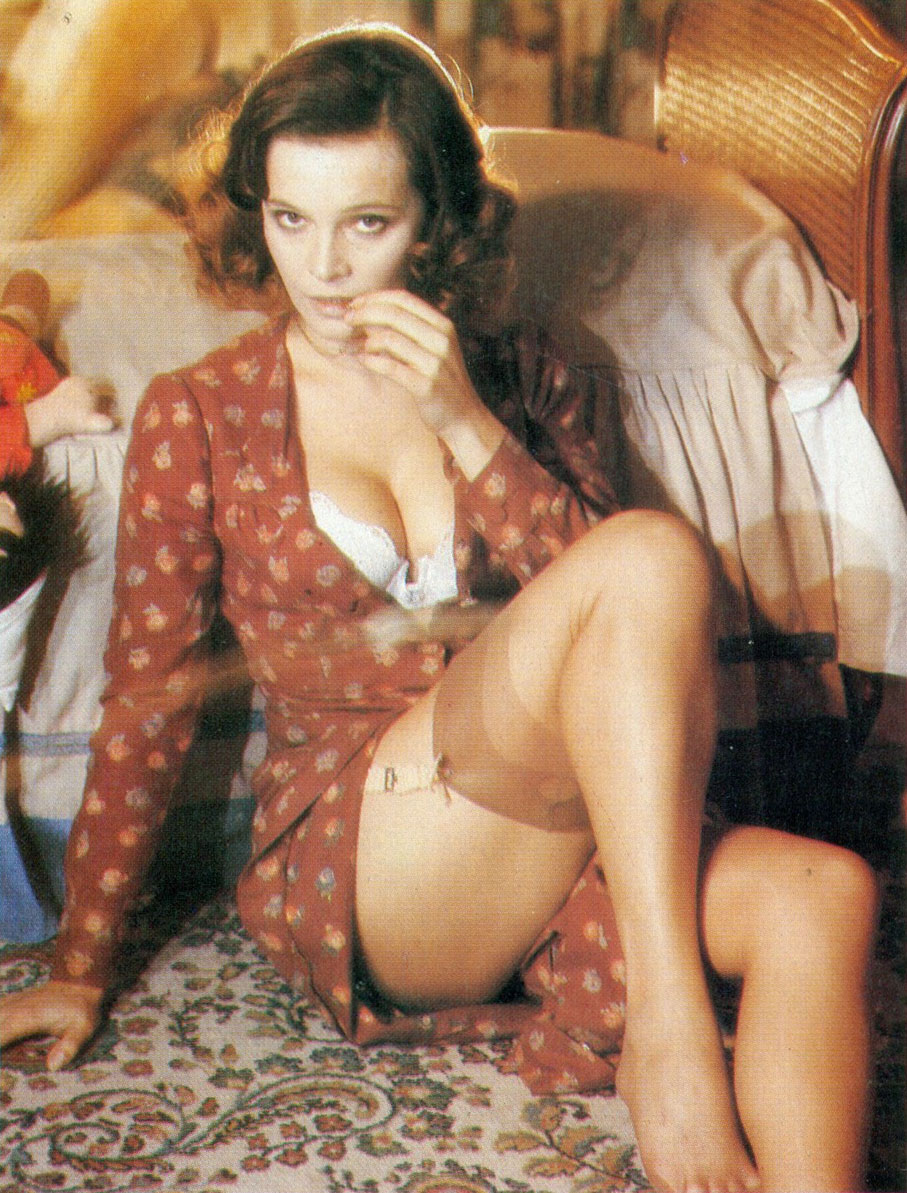
ラウラ・アントネッリ／6月22日没

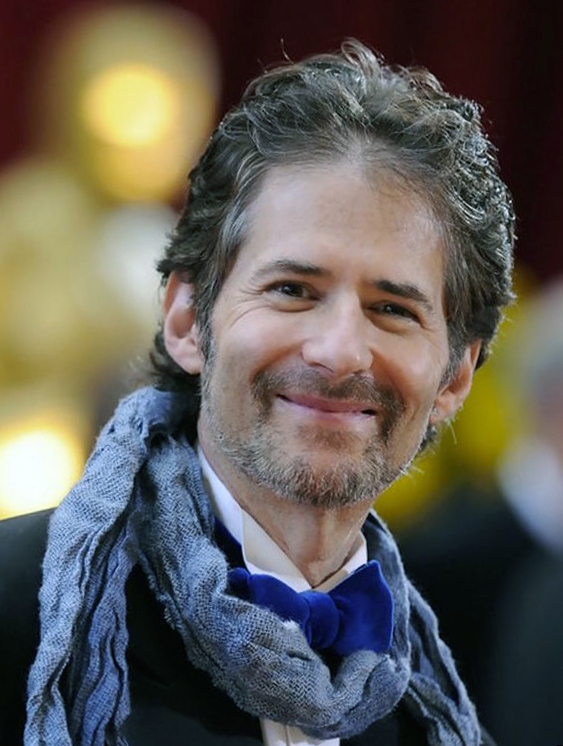
ジェームズ・ホーナー／6月22日没

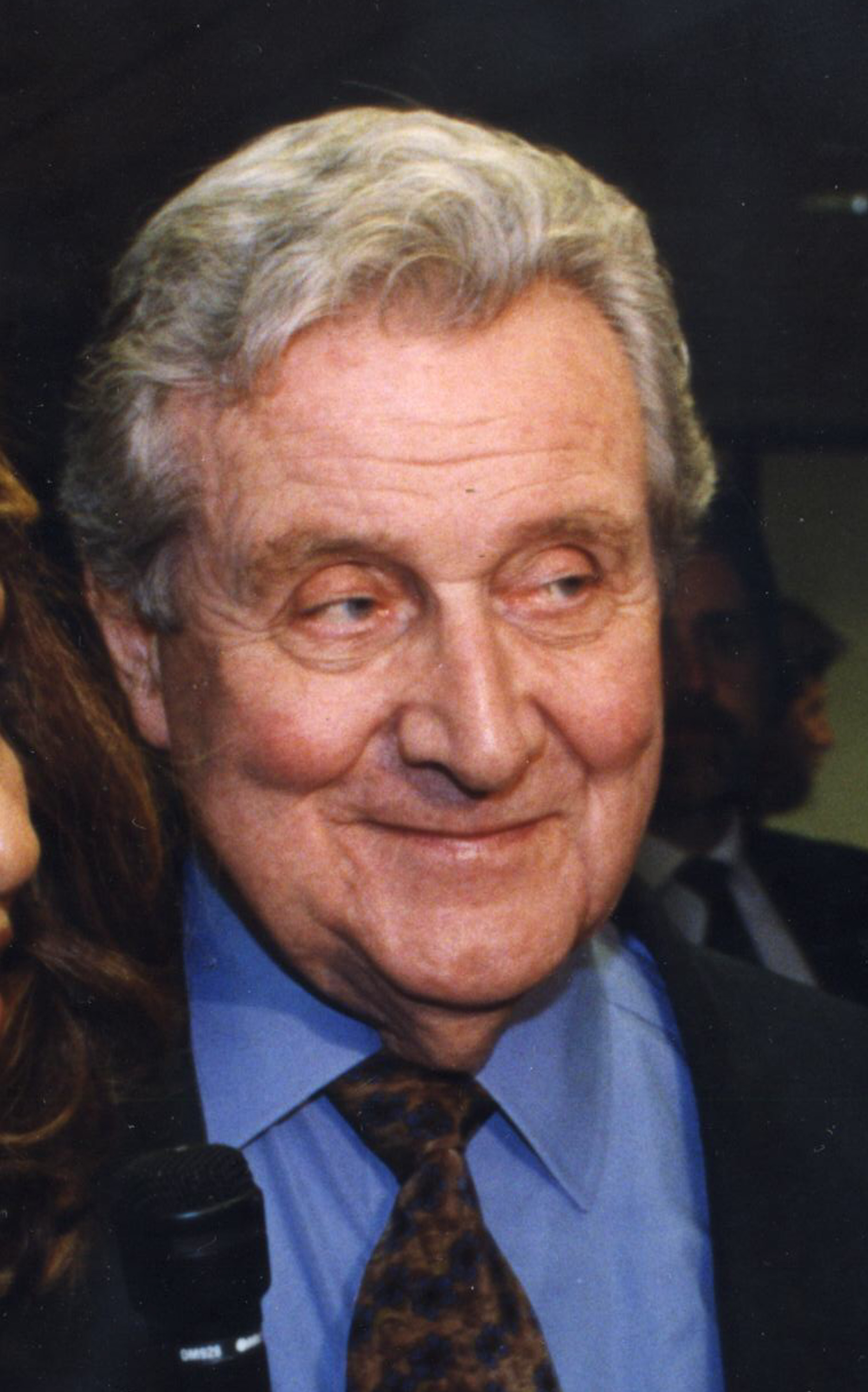
パトリック・マクニー／6月25日没

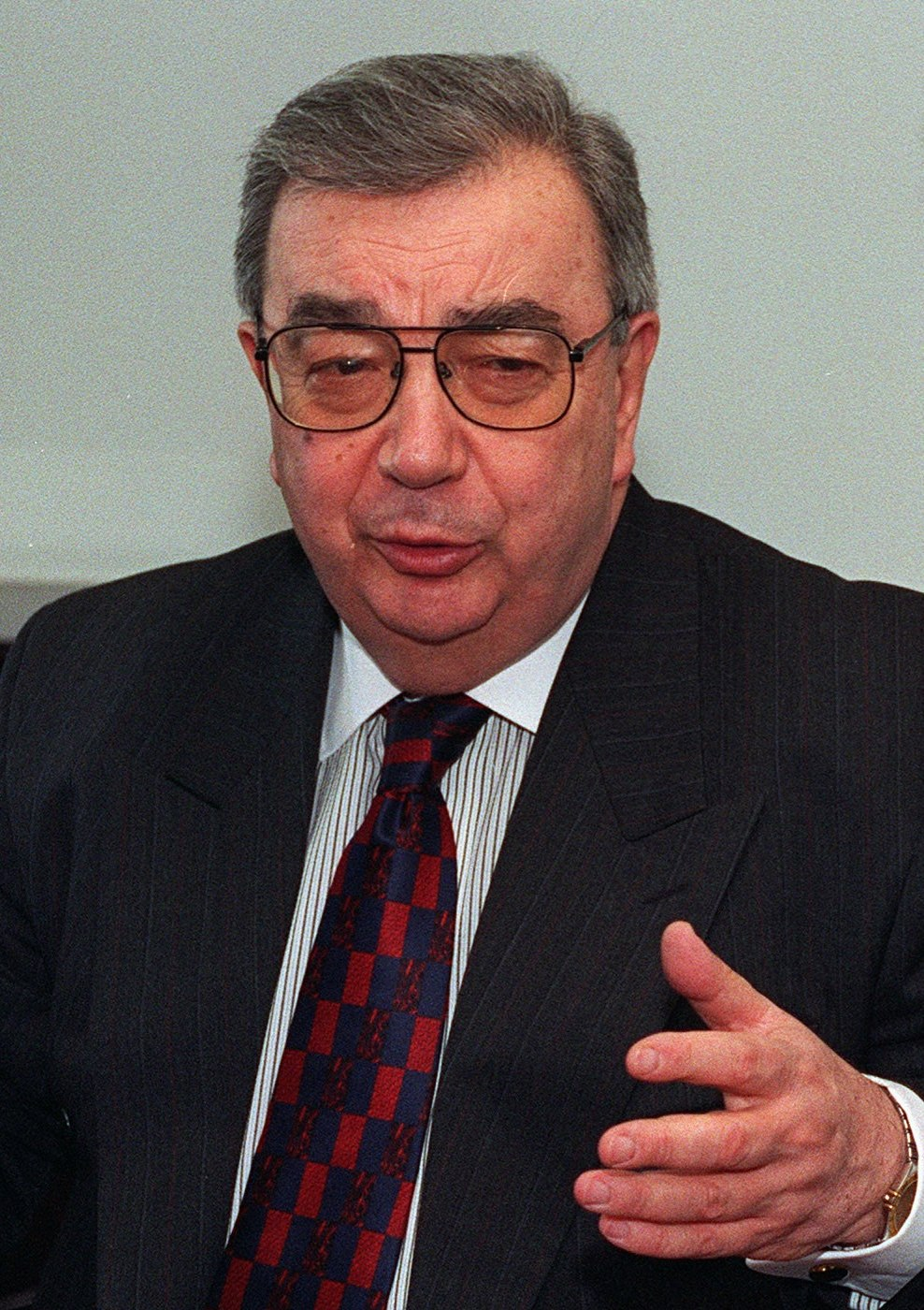
エフゲニー・プリマコフ／6月26日没

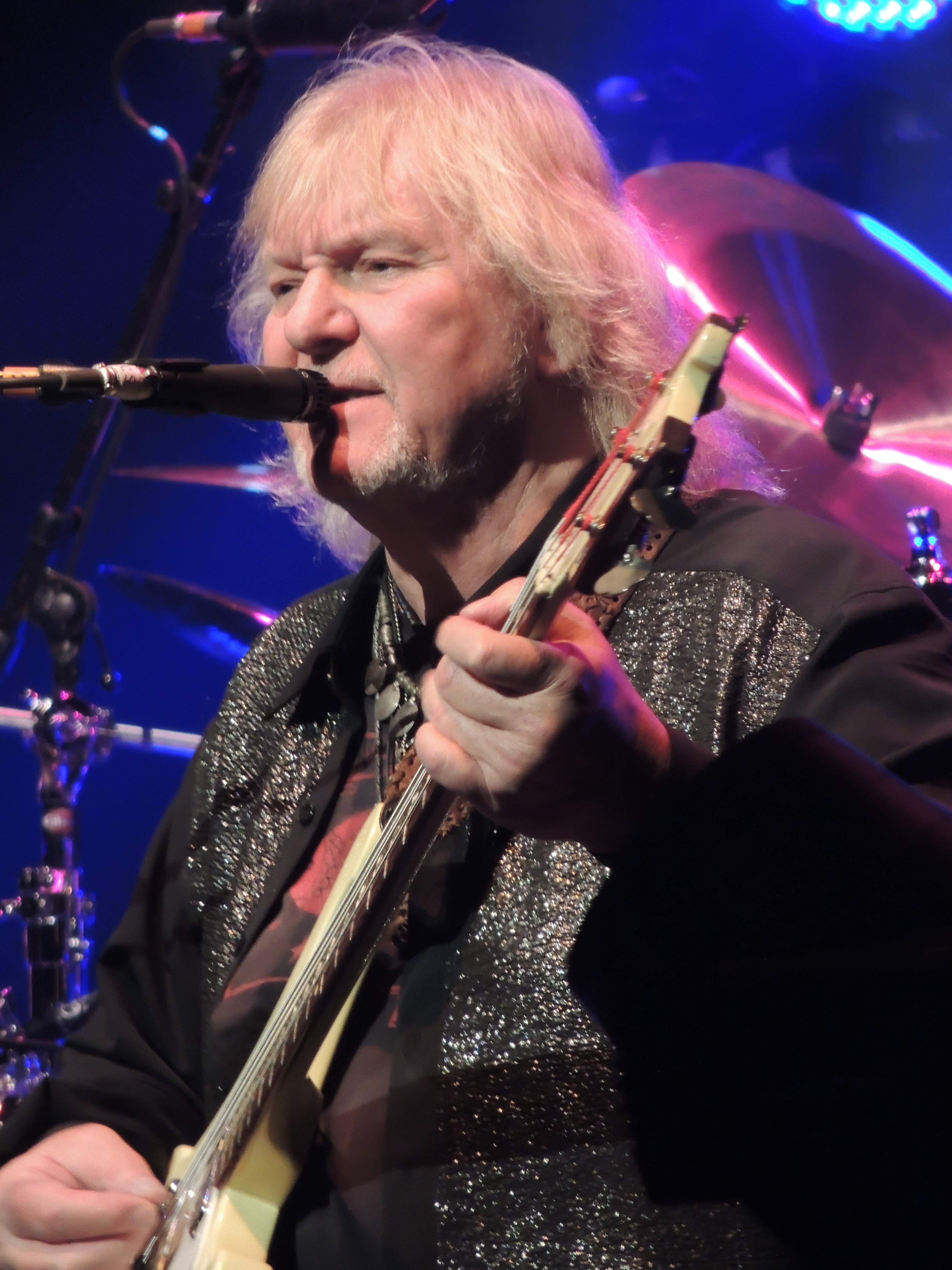
クリス・スクワイア／6月27日没

- 6月16日 - チャールズ・コレア（英語版）、インドの建築家（* 1930年）[41]
- 6月16日 - 梶山俊夫、日本の絵本作家（* 1935年）[42]
- 6月17日 - ジェラレアン・タリー、アメリカ合衆国の長寿世界一の女性（* 1899年）[43]
- 6月17日 - スュレイマン・デミレル、トルコの政治家、元トルコ首相・大統領（* 1924年）[44]
- 6月17日 - 増田精造、日本の化学者、徳島大学名誉教授（* 1936年?）[45]
- 6月17日 - ロン・クラーク、オーストラリアの元陸上競技選手、政治家【元ゴールドコースト市長】（* 1937年）[46]
- 6月17日 - 火村正紀、日本の漫画家（生年不明）[47]
- 6月18日 - 東孝光、日本の建築家、大阪大学名誉教授（* 1933年）[48]
- 6月18日 - たてかべ和也、日本の声優（* 1934年）[49]
- 6月18日 - 室伏鴻、日本の舞踏家、振付家（* 1947年）[50]
- 6月19日 - 横井弘、日本の作詞家（* 1926年）[51]
- 6月19日 - 堀池秀人、日本の建築家、都市計画家（* 1949年）[52]
- 6月20日 - 貴ノ浪貞博、日本の元大相撲力士、日本相撲協会年寄19代音羽山親方（* 1971年）[53]
- 6月21日 - 加藤湘堂、日本の書家、毎日書道会常任顧問（* 1922年）[54]
- 6月21日 - 西崎俊一郎、日本の実業家、元日本電子材料副会長（* 1924年?）[55]
- 6月21日 - 杉山貞夫、日本の心理学者、関西学院大学名誉教授（* 1929年?）[56]
- 6月21日 - 森田勉、日本の政治学者、三重大学名誉教授（* 1930年）[57]
- 6月22日 - 河野正三、日本の官僚、住宅金融公庫総裁、国土庁事務次官（* 1923年）[58]
- 6月22日 - 宮隅啓、日本の政治家、元島根県議会議長（* 1937年）[59]
- 6月22日 - ラウラ・アントネッリ、イタリアの女優（* 1941年）[60]
- 6月22日 - ジェームズ・ホーナー、アメリカ合衆国の作曲家（* 1953年）[61]
- 6月22日 - 滝沢敏文、日本のアニメーション監督（* 1953年）[62]
- 6月22日 - バディ・ランデル、アメリカ合衆国の元プロレスラー（* 1961年）[63]
- 6月23日 - 間野百合子、日本の料理研究家（* 1925年）[64]
- 6月23日 - 丸尾大、日本の工学者、大阪大学名誉教授（* 1930年?）[65]
- 6月23日 - 長岡秀星、日本のイラストレーター（* 1936年）[66]
- 6月24日 - 今戸榮一、日本の映画プロデューサー、脚本家（* 1932年）[67]
- 6月24日 - 山内滴翠、日本の書家、毎日書道展審査会員（* 1932年）[68]
- 6月25日 - パトリック・マクニー、イギリスの俳優（* 1922年）[69]
- 6月25日 - 高田孝治、日本の実業家、元讀賣テレビ放送社長（* 1940年）[70]
- 6月26日 - 宮英子、日本の歌人（* 1917年）[71]
- 6月26日 - エフゲニー・プリマコフ、ロシアの政治家、元ロシア首相（* 1929年）[72]
- 6月26日 - 岡本茂樹、日本の臨床心理学者、立命館大学産業社会学部教授（* 1958年）[73]
- 6月27日 - 水島哲、日本の作詞家（* 1929年）[74]
- 6月27日 - クリス・スクワイア、イギリスのミュージシャン、ロックバンド「イエス」メンバー（* 1948年）[75]
- 6月28日 - 御手洗玄洋、日本の生理学者、名古屋大学名誉教授（* 1921年）[76]
- 6月28日 - 富士野昭典、日本の官僚、北海道開発庁事務次官（* 1928年）[77]
- 6月28日 - 琉王優貴、日本の元大相撲力士（* 1945年）[78]
- 6月28日 - うえだひでひと、日本のアニメーション監督（* 1953年）[79]
- 6月29日 - 福原弘之、日本の教育者、学校法人福原学園学園長（* 1940年）[80]
- 6月30日 - 月舘れい、日本の洋画家（* 1922年）[81]
- 6月30日 - 根津裕彦、日本の日本野球連盟参与、日本野球連盟中国地区連盟理事長（* 1938年）[82]